# Société havraise d'études diverses
La Société havraise d’études diverses (SHED) est une société savante fondée au Havre en 1833, sous le règne du roi Louis-Philippe Ier alors que commence pour la cité une nouvelle ère de prospérité.

## Histoire
Quelques érudits du Havre conviennent, pendant l’été 1833, de créer une société académique. Une liste de seize membres fondateurs est dressée, où figurent magistrats, ingénieurs, médecins, négociants, essentiellement des libéraux. Le nom de Société havraise d'études diverses est choisi en même temps que les premiers statuts sont votés. Le président est Pierre Frissard, ingénieur en chef des ponts et chaussées, qui vient de transformer le port du Havre en faisant creuser l’avant-port et reconstruire les principaux quais.
La première séance de travail a lieu le 27 novembre de la même année. Il est décidé de se réunir deux fois par mois pour entendre les communications prononcées par les membres sur leurs travaux. Une partie d’entre elles est publiée. Exception faite de la politique et de la religion, tous les sujets peuvent être abordés : littérature, sciences, morale, instruction publique, industrie, agriculture, commerce, médecine, ou beaux-arts.
En 1860, la SHED institue des concours thématiques (géologie, archéologie, littérature…) et en récompense les lauréats. En novembre, elle met en place une série de cours publics, dont les quatre premiers traitent de cosmographie, de botanique, du droit naturel et du droit maritime.
À partir de 1861, les membres reçoivent des jetons de présence métalliques gravés aux effigies de célébrités locales, à l’instar de l’Académie des sciences, belles-lettres et arts de Rouen qui vient d’adopter Corneille, Fontenelle et Poussin. Le choix de Bernardin de Saint-Pierre et de Casimir Delavigne s’impose alors : ils sont, en ce milieu du XIXe siècle, les deux écrivains nés au Havre les plus célèbres et leurs statues jumelles marquent, depuis 1852, l’entrée du port.
Un plan d’enseignement commercial mis au point par la Société avait été appliqué au Havre dès 1850. S’en étant inspiré pour développer en France un nouvel enseignement secondaire, le ministre de l’Instruction publique Victor Duruy fait déclarer la Société havraise d'études diverses d'utilité publique en 1865.
En 1889, la Société décide de remettre, chaque année, une médaille de vermeil au Lycée de garçons comme prix de discours français et de mathématiques élémentaires et au Lycée de filles comme prix de littérature française : Raymond Queneau fut un des lauréats.

## Membres de l'Académie du Havre
Un grand nombre de Havrais illustres ont été membres de la SHED. On peut citer : Félix Faure et René Coty, futurs présidents de la République, l’abbé Albert Anthiaume, archéologue du Havre, les docteurs Lecadre, Loir, et Maire, l’archéologue Albert Naef, Émile Blanchet, futur évêque de Saint-Dié et Eugène Julien, futur évêque d’Arras, Philippe Barrey, archiviste de la ville du Havre, l’explorateur Étienne Peau, l’ingénieur Quinette de Rochemont, le constructeur de navires Paul Augustin-Normand, l’abbé Herval, Jules Siegfried, économiste et maire du Havre, Gustave Lennier et André Maury, conservateurs du Muséum d’histoire naturelle, l’historien Alphonse Martin, le bâtonnier Edgard Poulet, le musicien Henri Woollett, l’architecte Cargill, le poète Robert Le Minihy de La Villehervé, les journalistes Félix Santallier et Albert Herrenschmidt…
Dès ses premières années, la SHED s’adjoint des membres non résidents, tel l’abbé Cochet, archéologue, à partir de 1841, et échange ses publications avec des Sociétés correspondantes, tant en France qu’à l’étranger.
D’abord logée par les soins d’un de ses membres au Prétoire (actuellement le Muséum d'histoire naturelle), la SHED s’installe, dès 1846, à l’hôtel de ville. En 1920, elle emménage rue Anatole-France, en l’hôtel dit des « Sociétés savantes », où elle reste, sauf pendant une partie de la dernière guerre, jusqu’en 1986. À cette date, elle vient occuper les locaux actuels, dans le fort de Tourneville rénové.
Actuellement, la SHED compte une cinquantaine de sociétaires.[Quand ?] Chaque mois, l’un d’entre eux, ou également une personne invitée, donne une conférence au fort de Tourneville ; l’accès en est gratuit et ouvert à tous.